# Músicas del mundo: World Music
El término World Music (en español, músicas del mundo) hace referencia a la etiqueta comercial creada a finales de los años 80 que engloba un amplio elenco de géneros musicales, tanto tradicionales como no tradicionales, de todas partes del mundo. El concepto de «World Music» (música del mundo) es muy amplio y no está cerrado, por lo que los límites entre lo que es y no es World Music no son claros. La definición generalizada es que la World Music se compone de músicas no occidentales o músicas occidentales tradicionales o fusionadas con otros estilos no occidentales. Este concepto trata de diferenciar la música comercial Occidental del resto de músicas. 

## Origen de la etiqueta comercial
La comercialización de las músicas del mundo comienza en los años 30 y se desarrolla de forma eventual y progresiva hasta finales de los 70. Es en esta década y en su consecutiva cuando algunos etnomusicólogos comienzan a utilizar el término World Music para describir toda la música de la gente del mundo. Fue en los 80 cuando la World Music fundó su propia línea dentro del currículo de la educación oficial y terciaria, como resultado de la percepción de la necesidad de estudiar toda la música existente en el mundo. Esa época se caracteriza por presentar una crisis creativa de la industria musical que desemboca en una apertura de escucha por parte de los occidentales hacia el resto del mundo. Las discográficas aprovecharon este boom para crear una nueva etiqueta que englobara todas esas músicas que el público estaba ansioso por escuchar. Por todo ello, la aparición de un gran número de discográficas independientes que vendían un producto sin nombre propio convergió en el famoso concilio que dio a luz a la etiqueta World Music: En el año 1987 se reunieron una serie de discográficas independientes, promotores de conciertos, locutores y demás personas dedicadas a la propagación en Gran Bretaña de música de todo el mundo. El objetivo de aquello era aumentar las ventas de una música con cada vez mayor popularidad, especialmente la música de África, pero también músicas de otras partes del mundo.

### Problemática terminológica
El término World Music corre el riesgo de confundirse con el concepto anterior de músicas del mundo. Aunque las fronteras no están del todo clara, hay que diferenciar entre lo que son las músicas del mundo, que no tienen por qué estar ligadas a ningún circuito comercial, con la World Music, que es una forma concreta de denominar a las músicas que se encuadran dentro de esta corriente. La razón por la que las discográficas optaron por este término a pesar de su contradicción fue el propósito de persuadir a los consumidores para que se diferenciasen de la música del mainstream (corriente principal) como el pop y el rock.

## La música de la World Music

### La ambigüedad de la etiqueta
Ver la World Music como un género que comparte rasgos estilísticos, rítmicos, armónicos, etc., es inviable. La clasificación de esta etiqueta no devino de criterios musicológicos sino que su funcionalidad fue diferenciar quién hacía la música: El Primer Mundo o el Tercer Mundo. El concepto de World Music ayuda a reforzar la distinción entre Primer y Tercer mundo. Sabemos que ambos están diferenciados por una distribución descompensada de la riqueza, y también los diferenciamos por un distinto tipo de producción simbólica, en este caso musical. Por lo tanto, los géneros de la World Music no se diferencian por compartir parámetros musicales sino por compartir una simbología creada desde el mundo occidental. Esta norma está determinada por el tipo de mensaje que se quiera dar del producto, generalmente relacionada con el origen geográfico de los intérpretes y de su música.

### Los géneros de la World Music
Las músicas que representan esta etiqueta no son una representación de la expresión musical no occidental sino el resultado del contacto entre músicos que interpretan géneros que no se encuentran dentro del mainstream (músicos no occidentales o músicos occidentales que interpretan músicas de raíz o fusionadas) con el mercado discográfico occidental. Esto conlleva un conjunto de estrategias e inversiones propias del mundo discográfico, como tablas de ranking y premios (como Billboard, Grammys, BBC awards, etc.) que determinan qué géneros representan más la etiqueta de World Music.
	La clasificación y análisis de la World Music tiene una tendencia nacionalista. La manera de clasificar los géneros continúa privilegiando la nación en lo que parece ser el espacio más estable en el mapa de las músicas del mundo. La Rough Guide de World Music, el compendio más utilizado mundiales de estilos musicales, toma la nación como principio de organización, con el lector de girando por la industria discográfica mundial, girando las páginas de nación en nación.
	Del mismo modo, la denominación World Music depende del lugar en el que se encuentre la persona que lo defina. Un ejemplo claro lo vemos con la rumba flamenca, entendida en España como música española. Sin embargo, a ojos de algunas discográficas internacionales, la rumba flamenca puede venderse como género de World Music, al tratarse de una música tradicional que no es tendencia en el extranjero. 
	En muchas ocasiones, el propósito de la escucha de World Music es la evocación de los rasgos del lugar representado por la música que se oye. El llamado TURISMO SONICO ofrece escuchar músicas de todo el mundo y envolverte en su cultura: La posibilidad de un viajar sin la necesidad de salir de la propia casa, y sin la molestia de los conflictos de lo local.

### Artistas que se engloban dentro de la World Music
- Abdelli
- Afro Celt Sound System
- Alan Stivell
- Alan walker
- Ali Farka Touré
- Altan
- Amadou & Mariam
- Ancient Future
- Andreas Vollenweider
- Andy White
- AO Music
- Asian Dub Foundation
- Ayub Ogada
- Baaba Maal
- Bomba Estéreo
- Bhundu Boys
- Bordemar
- Cheb Mami
- Coco Mbassi
- DAM
- David Arkenstone
- Dead Can Dance
- Deep Forest
- Dobet Gnahoré
- Dulce Pontes
- Dulsori
- Egschiglen
- Ellen Burhum
- Enigma
- Enya
- Farafina
- Francesca Gagnon
- FUN-DA-MENTAL
- Gabriel Levy
- Geoffrey Oryema
- Gorillaz Damon Albarn define a su banda como world music
- Guo Yue
- Gus Teja
- Han Hong
- HATA
- Hijas del Sol
- Idan Raichel
- Imelda May
- Jah Wobble
- Kailash Kher
- Karunesh
- Khaled
- Kiko Veneno
- Kila
- Krakatau
- Ladysmith Black Mambazo
- Lakki Patey
- Lila Downs
- Loreena McKennitt
- Los Fakires
- Mamadou Diabaté
- Mariem Hassan
- Marlui Miranda
- Mike Oldfield
- Miriam Stockley
- Mory Kanté
- Nana Mouskouri
- Natacha Atlas
- Nneka
- Ojos de Brujo
- Osibisa
- Ottmar Liebert
- Øystein Sevåg
- Oysterband
- Papa Wemba
- Peter Gabriel
- Petrona
- Radio Tarifa
- Ravi Shankar
- Ryuichi Sakamoto
- Salif Keita
- Sally Nyolo
- Salsa Céltica
- Sambasunda
- Sangit Om
- Sona Mohapatra
- Sopa de Pedra
- Sheila Chandra
- Shikisha
- Shooglenifty
- Spaccanapoli
- Spiro
- Susana Baca
- Tambores de Burundi
- Tan Jing
- Tania Libertad
- Te Vaka
- Temple of Sound
- Tenores Di Bitti
- Teofilo Chantre
- The Chieftains
- Tinariwen
- Tirana Folk Ensemble
- Totó la Momposina
- Toumani Diabaté
- Toumast
- Transglobal Underground
- Värttinä
- Vera Bila
- Waldemar Bastos
- Yanni
- Yat Kha
- Yiruma
- Youssou N'Dour
- Yungchen Lhamo
- Zingaia
- Zuco 103

## Filosofía promovida desde la World Music
La World Music no es un producto cualquiera. Esta etiqueta comercial reclama una forma particular de compromiso con la música tratada y promete una forma particular de experiencia al consumidor. En los años 80 los europeos y americanos era más conscientes que nunca sobre el hecho de ser parte de una economía global y presentaron más interés por conocer sobre otras culturas.

### La Solidaridad de la World Music
El compromiso de la World Music se centra especialmente en la lucha contra el hambre y por los derechos humanos de los países del Tercer Mundo. Tanto el público como las discográficas y sus artistas trabajan para hacer de la World Music un vehículo para mejorar la sociedad. Ya sea desde proyecto personales de músicos que se comprometen con su tierra, ya sean aspiraciones más multitudinarios como conciertos y festivales enfocados a este fin, el entorno que rodea esta etiqueta intenta mostrar la apertura a otras culturas, la solidaridad y el respeto como pilares conectados a su música.

### Festivales de música
Los festivales de World Music representan el formato más característico de promoción de su música. En concreto, el festival WOMAD es considerado la representación por excelencia de la World Music en forma de festival. Estos eventos sociales tratan de hacer que sus visitantes experimenten la filosofía de la World Music, programando un perfil de festival que no solo se compone de conciertos sino que cuida por realizar un entramado de talleres que promuevan de forma directa o indirecta estos valores.

## Algunas problemáticas en torno a la World Music

### Exotismo descontextualizado
Una de los reproches que más se hacen a esta etiqueta comercial critica la forma en la que las discográficas operan con la información referente a la música y su contexto social. El formato descontextualizado en la que se presentan ciertas músicas de la World Music, intenta mostrar lo que se ajusta al modelo que se quiere vender y trata de obviar otra información. Esta estrategia, presente en cualquier otro producto, es criticado por algunas voces actuales, opinando que se desarrolla un concepto de lo exótico poco creíble, basado en un imperialismo cultural. El consumidor disfruta de una música bajo unos estereotipos marcados que en ocasiones pueden estar muy alejados de la realidad.

### Occidentalización musical
El hecho de que la World Music haya promovido en intercambio musical ha sido reconocido a nivel mundial. No obstante, existe cierto recelo a la tendencia global que occidentaliza culturas musicales en detrimento de las músicas que se están abandonando. Por una parte, se crean géneros nuevos fruto de la fusión, pero a su vez se atisba una tendencia a modificar músicas hacia los lenguajes occidentales (occidentalización), ya sea a conciencia (para conseguir más ventas) o de forma espontánea. Esto está visto de forma negativa por ciertos círculos y es tema de debate no solo en la World Music sino también en ámbitos de índole no musical.

## Más bibliografía
- WALD, Elijah: Global Minstrels. Voices of World Music, (New York, Routledge, 2007)

- Datos: Q9048263